# Штаргардские ворота
Штаргардские ворота Нойбранденбурга (нем. Stargarder Tor) — южные кирпичные городские ворота крепости Нойбранденбург, в стиле северогерманской готики. Выходили на дорогу, ведшую в Штаргард (сегодня — Бург-Штаргард), благодаря чему и получили своё название.
В прошлом ворота называли также Вендскими (нем. Wendisches Tor) и Ванцкскими (нем. Wanzkaer Tor). Первое название происходит от славянского народа вендов, остатки населения которых жили к югу от города. Второе же — от женского монастыря Ванцка, который находится к югу от города.
Согласно дендрохронологическому анализу древесины, установленной на крыше Главных ворот, они были построены в 1310/1311 году, что делает их вторыми по возрасту воротами города после Фридландских. Передние ворота построены несколько десятилетий спустя и имеют высоту 18 метров. Ворота расположены на расстоянии 40 метров друг от друга и соединены между собой двумя стенами высотой 4 метра. В воротах находился фахверковый дом, в котором работала таможня. Перед воротами за пределами крепости находились две мельницы, ремесленные дома (сукновальня, кузница). Приводом для них служила река Линде. (Сукновальня сегодня используется в качестве гостиницы с рестораном). Также в этом районе находилась капелла Гертруды (нем. Gertraudenkapelle), которая была построена в XV веке и разрушена во время Тридцатилетней войны.
Особенностью главных ворот являются девять терракотовых фигурок в натуральную величину, называемых адорантины, истинное назначение которых неизвестно.

## Галерея

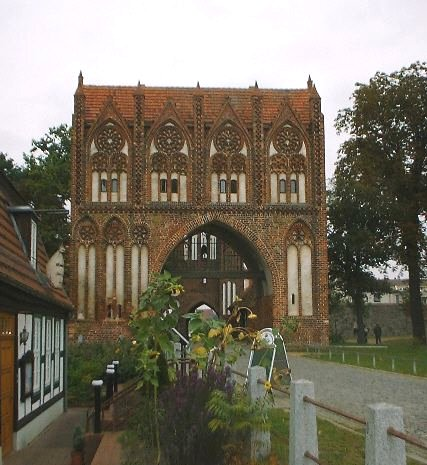
Передние Штаргардские ворота
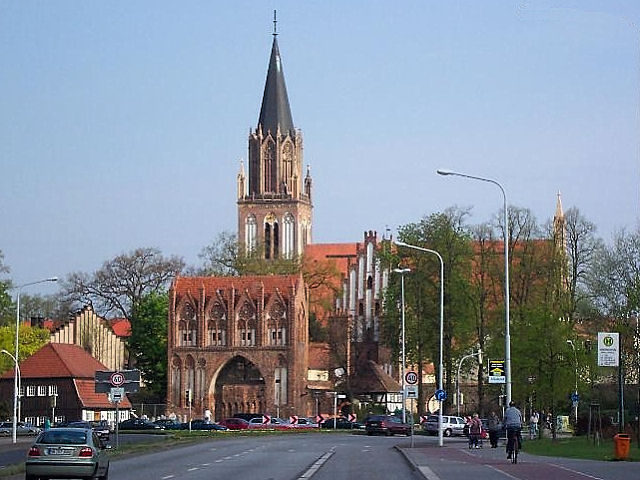
Вид на Штаргардские ворота
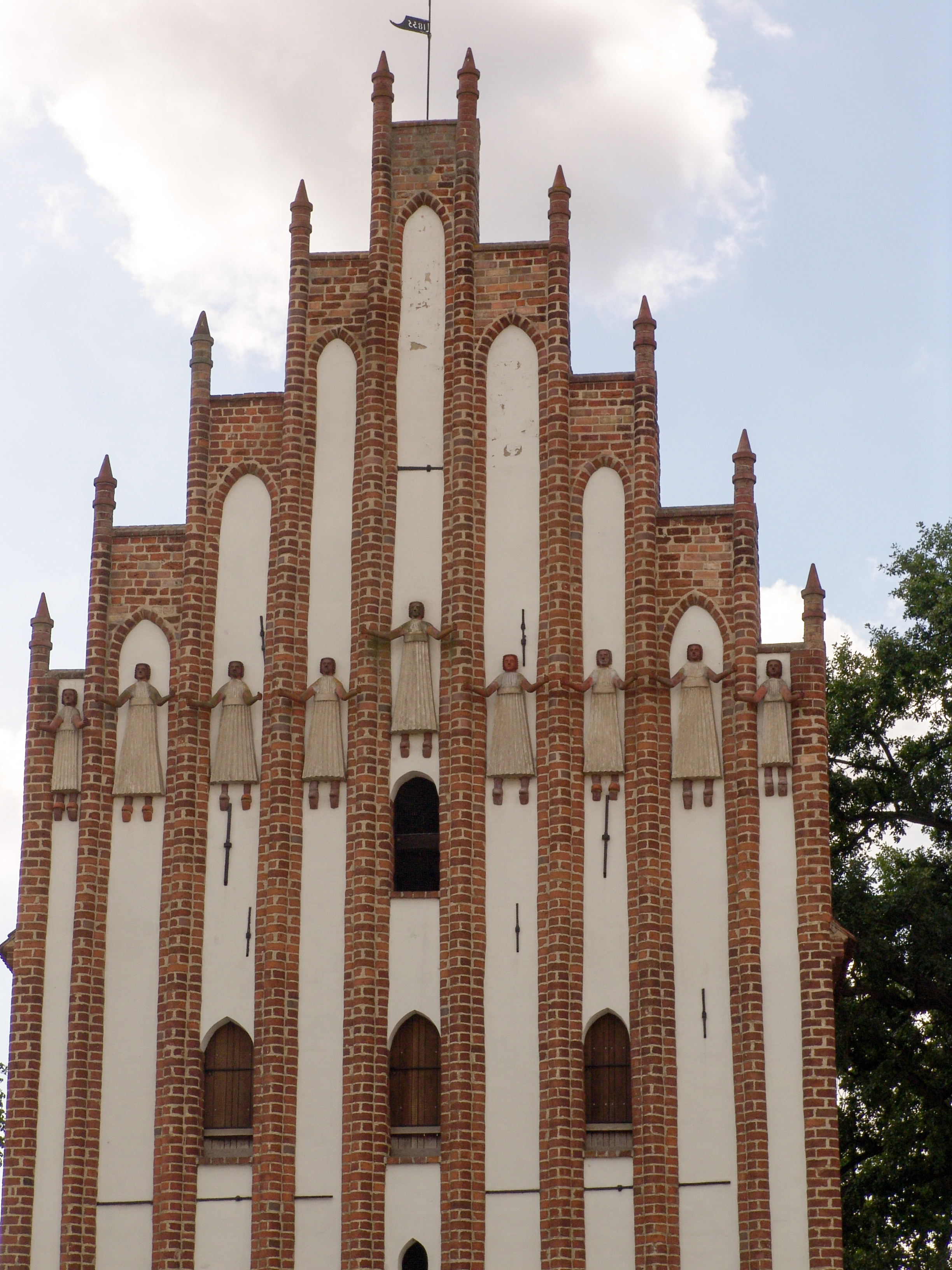
9 Адорантинов (молящихся)
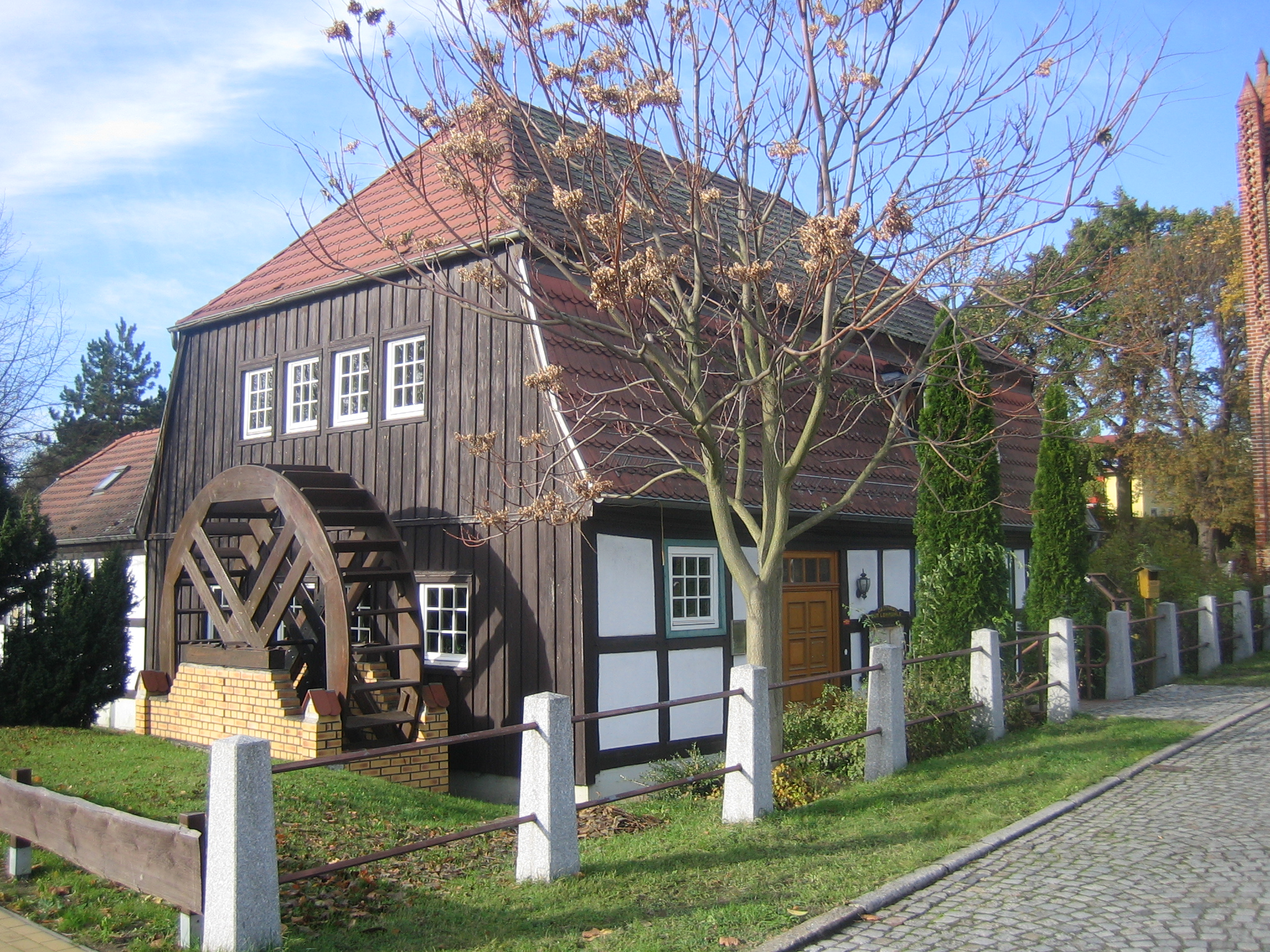
Мельница
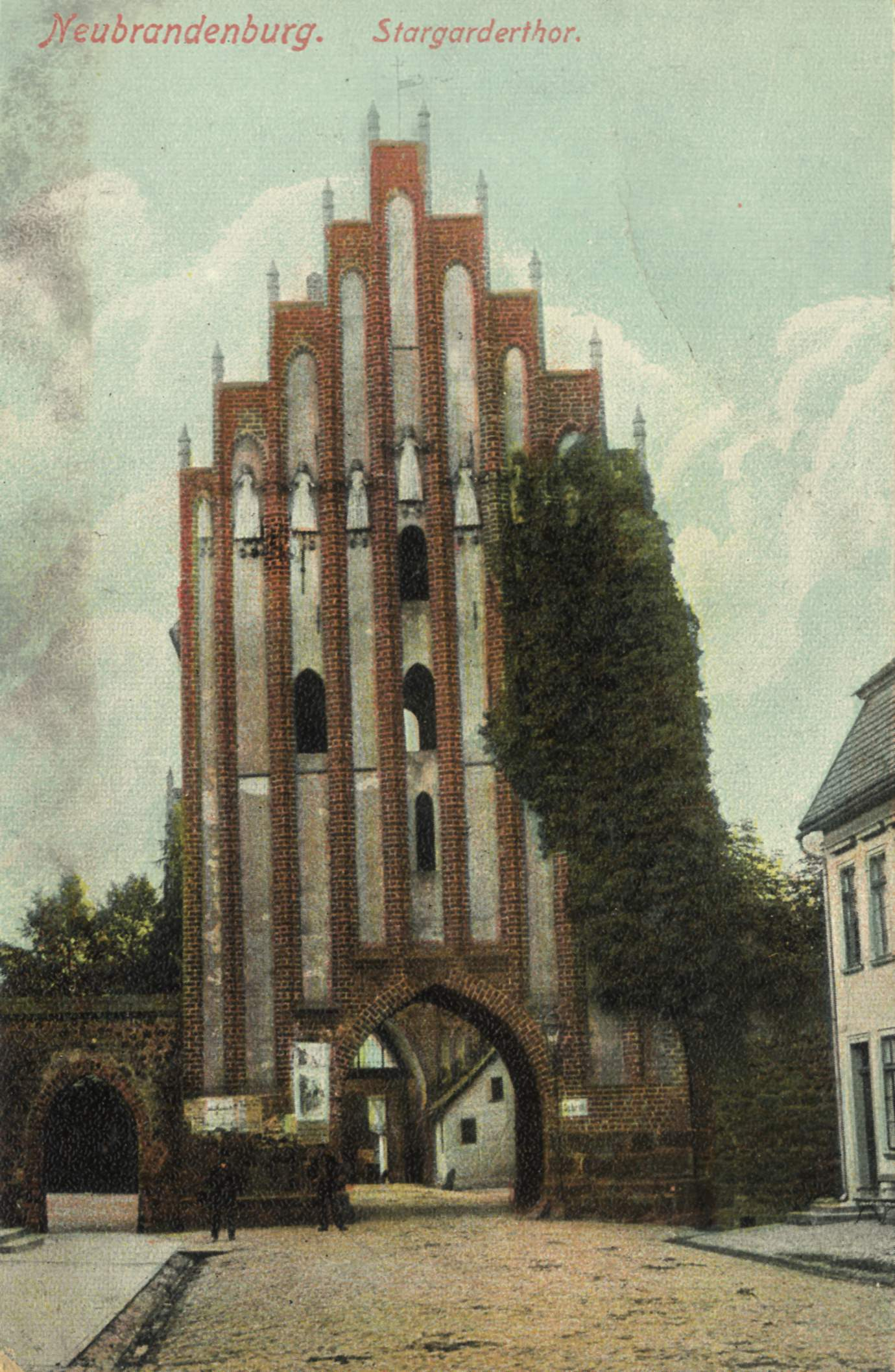
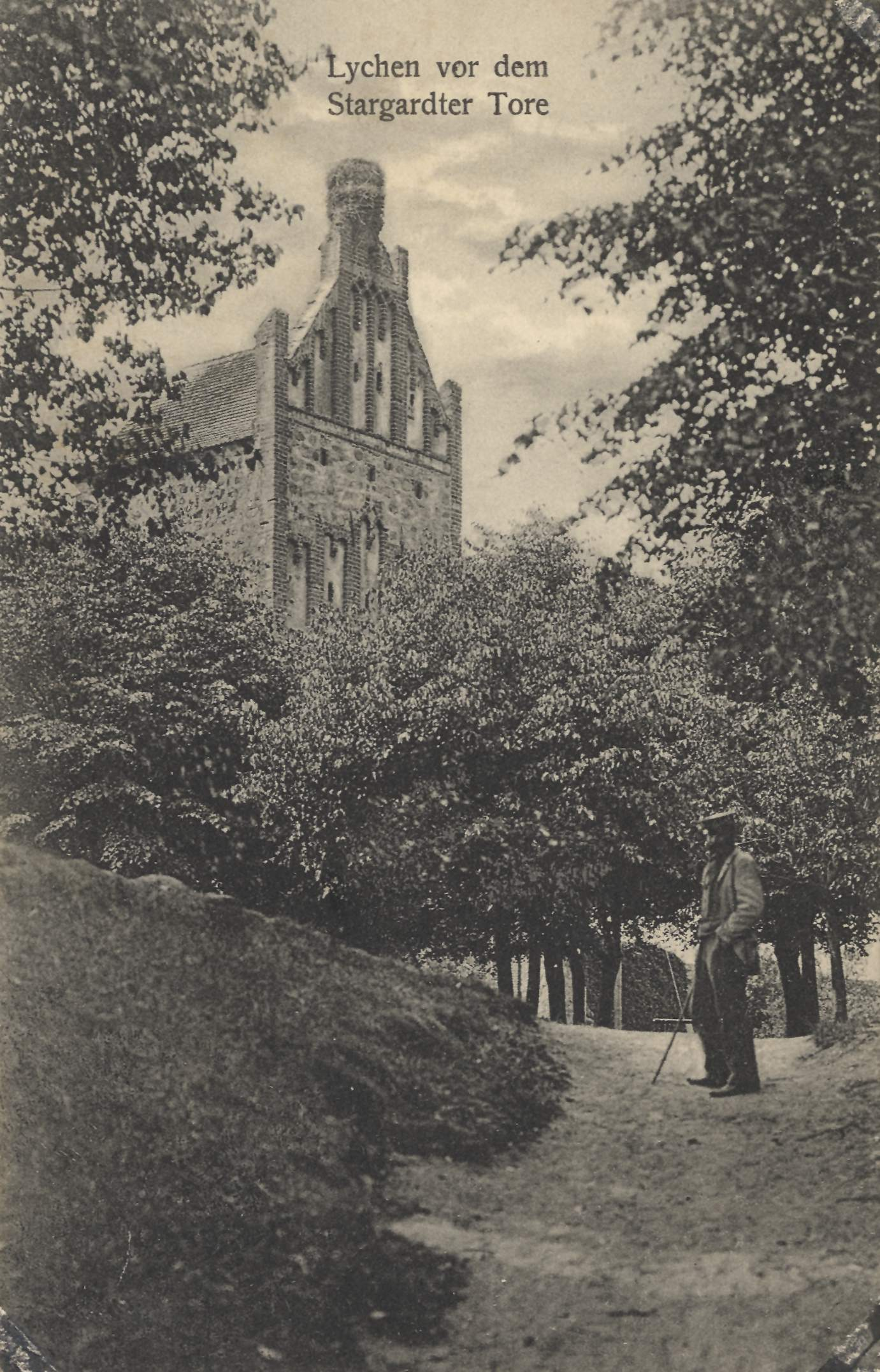